# Eogruidae
Eogruidae — вимерла родина безкілевих птахів, що існувала в Євразії з еоцену по пліоцен. Це були великі нелітаючі птахи, що мешкали на відкритих просторах.

## Опис
Ранні представники родини були дрібними і, можливо, здатні до польоту. Пізніші форми, такі як Ergilornis, мали сильно зменшені крила, довгі ноги, що пристосовані для бігу, з двома пальцями, як у сучасних страусів.